# 勒桑 (朗德省)
勒桑（法語：Le Sen）是法国朗德省的一个市镇，属于蒙德马桑区（Mont-de-Marsan）拉布里县（Labrit）。该市镇总面积51.1平方公里，2009年时的人口为208人。

## 人口
勒桑人口变化图示